# Osrednja humanistična knjižnica
| Ime institucije/knjižnice              | Univerza v Ljubljani, Filozofska fakulteta / Osrednja humanistična knjižnica |
| Ime institucije/knjižnice v angleščini | University of Ljubljana, Faculty of Arts / Central Humanities Library        |
| URL domače strani                      | http://www.ff.uni-lj.si/OHK/OHK                                              |
| Davčna številka                        | SI55382657                                                                   |
| Vrsta knjižnice                        | visokošolska/univerzitetna                                                   |
| Status knjižnice                       | nesamostojna                                                                 |
| Akronim v COBISS.SI                    | FFLJ                                                                         |
| Članstvo v COBISS.SI                   | polnopravni član                                                             |
| Naslov                                 | Aškerčeva 2, 1000 Ljubljana                                                  |
| Vodja OHK FF                           | Priscila Gulič                                                               |

Osrednja humanistična knjižnica (kratica OHK FF) je visokošolska knjižnica, ki deluje v sklopu Filozofske fakultete v Ljubljani. Je največja fakultetna knjižnica Univerze v Ljubljani, tretja največja visokošolska in peta največja knjižnica v Sloveniji.   
Formalno je bila ustanovljena 3. 4. 1996 in danes združuje 18 oddelčnih knjižnic 21 oddelkov Filozofske fakultete. Oddelčne knjižnice so med seboj virtualno povezane v Osrednjo humanistično knjižnico, brez osrednje enote oziroma pravega skupnega knjižnično-informacijskega središča. Kot visokošolska knjižnica je namenjena pedagoškemu in raziskovalnemu delu FF, odprta pa je tudi za javnost.
Skupni knjižnični fond knjižnic OHK FF šteje danes preko 750.000 enot gradiva, v povprečju na leto zabeležijo okoli 200.000 obiskov in okoli 300.000 izposoj. Od leta 1994 se vse na novo pridobljeno gradivo sproti vnaša v COBISS. 

## Poslanstvo OHK FF
Temeljno poslanstvo knjižnic OHK FF je podpirati pedagoško in raziskovalno delo na Filozofski fakulteti.

## Organizacija OHK FF
OHK FF sestavljajo fizično ločene oddelčne knjižnice. Na čelu vseh knjižnic je vodja OHK FF. Organa OHK FF sta Svet OHK  FF in Knjižnični svet. Bibliotekarji oddelčnih knjižnic sodelujejo v različnih delovnih skupinah, ki strokovno podpirajo posamezne domene delovanja OHK FF.

## Gradivo
OHK FF ima: 
- obsežno zbirko knjižnega gradiva: monografije, učbeniki, zborniki, raziskovalne in seminarske naloge, diplomska, magistrska in specialistična dela ter doktorske disertacije,
- domače in tuje strokovne  in znanstvene revije,
- posebne zbirke: kartografska zbirka, fototeka, fonoteka, muzikalije,
- bibliografske zbirke na CD-ROM-ih, Slovenska bibliografija,
- drugo raznovrstno neknjižno gradivo.

Ponuja tudi dostop do številnih elektronskih virov.

## Digitalna knjižnica OHK FF
V digitalni knjižnici so zbrani različni informacijski viri s področij znanosti, ki jih pokriva študij na Filozofski fakulteti. Dostop je možen z računalnikov na fakulteti, za študente in zaposlene FF pa tudi od doma z geslom.  

## Katalogi

### Računalniški katalogi
Informacije o večini gradiva so dostopne preko javno dostopnega kataloga COBISS+. Iskati je mogoče po:
- lokalnem katalogu OHK FF,

- lokalnem katalogu posamezne oddelčne knjižnice, npr. knjižnice Oddelka za psihologijo,

- vzajemnem katalogu slovenskih knjižnic.

### Klasični katalogi
Za gradivo, ki še ni v COBISS-u, so na voljo klasični (listkovni) katalogi: 
- abecedni imenski katalog (AIK),

- abecedni stvarni katalog (ASK),

- stvarni sistematski katalog (UDK),

- imenski geselski katalog,

- katalogi posebnih zbirk, npr. diplomskih del ipd.

## Članstvo v OHK FF
V OHK FF se lahko včlanijo državljani Republike Slovenije in tudi tuji državljani, ki imajo v Sloveniji začasno ali stalno bivališče in v Sloveniji delajo ali študirajo.  

## Izposoja
Izposojevalni roki in režim izposoje se v posameznih knjižnicah razlikujejo. Odpiralni časi knjižnic so različni. Gradivo si je možno izposoditi na dom ali v čitalnico. Čitalniško gradivo se lahko uporablja v oddelčnih knjižnicah ali v skupni čitalnici OHK FF. Izven uradnih ur knjižnic se lahko gradivo vrača v knjižni nabiralnik OHK FF.
Gradivo, ki ga OHK FF ne hrani, je možno proti plačilu naročiti preko medknjižnične izposoje.

## Zgodovina
Osrednja humanistična knjižnica Filozofske fakultete (OHK FF) je bila ustanovljena 3. aprila leta 1996 s sprejemom pravilnika o njeni organiziranosti na senatu Filozofske fakultete. S tem se je 18 knjižnic 20 oddelkov, ki so prej sodelovale v okviru fakultetnega Knjižničnega sveta, formalno, ne pa tudi prostorsko, združilo, novonastala knjižnica pa je postala največja fakultetna knjižnica Univerze v Ljubljani in tretja največja knjižnica v Sloveniji; večji sta le Narodna in univerzitetna knjižnica (NUK) in Univerzitetna knjižnica Maribor (UKM).
Prve knjižnice so na Filozofski fakulteti, ki je pred drugo svetovno vojno domovala v glavni stavbi ljubljanske univerze, nastale že ob njeni ustanovitvi leta  sicer knjižnica seminarja za teoretično filozofijo, knjižnica pedagoškega seminarja, knjižnica seminarja za slovansko filologijo in knjižnica romanističnega seminarja. Leta 1920 so jim sledile knjižnica historičnega seminarja, knjižnica umetnostnozgodovinskega seminarja, priročna knjižnica germanističnega seminarja in knjižnica klasičnega seminarja, leta 1921 knjižnica lingvističnega seminarja in knjižnica geografskega inštituta, leta 1923 knjižnica arheološkega seminarja, leta 1927 knjižnica seminarja za primerjalno zgodovino književnosti, leta 1940 pa še knjižnica seminarja za etnologijo. Druge knjižnice so skupaj s seminarji oz. oddelki nastale v obdobju po drugi svetovni vojni: knjižnica Oddelka za psihologijo leta 1950, knjižnica Oddelka za sociologijo leta 1960, knjižnica Oddelka za muzikologijo leta 1962, knjižnica Oddelka za bibliotekarstvo leta 1987, knjižnica Oddelka za azijske in afriške študije leta 1997 kot zadnja knjižnica Oddelka za prevajanje in tolmačenje.
Mnogo oddelčnih knjižnic je nastalo iz majhnih seminarskih zbirk in kasneje z nakupi, tudi celih knjižnic – kot npr. knjižnice G. Kreka, Vrbnika, A. Stegenška idr.,ali z darovi – npr. Slovenske matice, ljubljanskega župana Ivana Hribarja, Geografskega društva Slovenije, Narodne čitalnice iz Celja, Akademije za glasbo pa tudi znamenitih profesorjev, kot so Rajko Nahtigal, Ivan Prijatelj, Franceta Kidriča, Frana Ramovša, Jakoba Kelemine, Maksa Pleteršnika, Franceta Vebra, Jakoba Šolarja, Stanko Škerlj idr. Med vojno je bil razvoj knjižnic ustavljen, z velikim zaletom pa se je nadaljeval po drugi svetovni vojni.
Seminarske knjižnice Filozofske fakultete so bile sprva priročne knjižnice profesorjev, služile naj bi za pripravo predavanj in izvajanje seminarjev, medtem ko naj bi za potrebe študentov skrbela predvsem univerzitetna knjižica. Njene naloge je ob ustanovitvi univerze opravljala nekdanja Študijska knjižnica za Kranjsko, v tridesetih letih 20. stoletja pa so stekla tudi prizadevanja za gradnjo povsem nove univerzitetne knjižnične stavbe. Gradnja se je po načrtih Jožeta Plečnika pričela 6. oktobra 1936 na Turjaški ulici. Ko je bila spomladi leta 1941 dokončana, je obstajala nevarnost, da bi se vanjo vselila italijanska vojaška oblast, zato so tja preselili Filozofsko fakulteto z njenimi seminarji in knjižnicami, izjema je bil le pedagoški seminar, ki je še naprej ostal v stavbi univerze. Večjim knjižnicam, kot so bile knjižnice seminarja za slavistiko, seminarja za zgodovino in seminarja za umetnostno zgodovino, so bili takrat dodeljeni posebni prostori, knjižnice drugih seminarjev pa so bile nameščene v kabinete profesorjev.
Ko je 29. januarja 1944 nemško letalo padlo na stavbo univerzitetne knjižnice, je skoraj povsem uničilo štiri knjižnice Filozofske fakultete: knjižnico seminarja za klasično filologijo, knjižnico seminarja za primerjalno jezikoslovje, knjižnico seminarja za germansko filologijo in knjižnico seminarja za romanistiko. Skupaj je pogorelo ok. 15.000 zvezkov, poleg tega pa tudi ok. 55.000 zvezkov univerzitetne knjižnice. Kasneje so fonde teh knjižnic skušali obnoviti s pomočjo posebnih namenskih sredstev, vendar precejšnjega dela izgubljenega gradiva ni bilo več mogoče nadomestiti.
Po vojni so stekla prizadevanja za gradnjo nove stavbe za Filozofsko fakulteto. Projekt je bil uresničen s stavbo na Aškerčevi, ki je bila končana spomladi leta 1961, ko se je pričela tudi selitev seminarjev in inštitutov iz stavbe Narodne in univerzitetne knjižnice. Filozofski fakulteti je bil takrat priključen geografski inštitut, ki se je preimenoval v Oddelek za geografijo, tako kot tudi drugi seminarji in inštituti. Takrat sta bila ustanovljena dva nova oddelka s pripadajočima knjižnicama, Oddelek za sociologijo in Oddelek za muzikologijo. Knjižnice so bile skupaj s svojimi oddelki razvrščene po vseh petih nadstropjih fakultete. S selitvijo v novo stavbo so tudi manjše knjižnice postale »prave« knjižnice, ne več samo zbirke učnih pripomočkov v kabinetih profesorjev, na nekaterih oddelkih pa so seminarske sobe služile tudi kot čitalnice za študente. S pridobitvijo dodatnih prostorov so se pozneje nekatere knjižnice širile in pridobile več čitalniških mest, prosti pristop do vsega gradiva pa je lahko omogočila le knjižnica Oddelka za umetnostno zgodovino.
Leta 1982 je bil zasnovan hispanistični del romanistične knjižnice, ki je najprej zamenjal dve lokaciji v petem nadstropju, septembra 2002 pa so zbirko preselili v prostore prizidka za glavno fakultetno stavbo. Tu sta istočasno svoje prostore dobili tudi knjižnica Oddelka za azijske in afriške študije in knjižnica Oddelka za primerjalno in splošno jezikoslovje, poleti 2008 pa se jim je pridružila še knjižnica Oddelka za psihologijo. Iz fakultetne stavbe na Aškerčevi sta bili na začetku devetdesetih let dvajsetega stoletja preseljeni še dve knjižnici, knjižnica Oddelka za arheologijo (1991) in knjižnica Oddelka za etnologijo (1992), ki sta skupaj s svojima oddelkoma dobili prostore v prenovljeni stavbi na Zavetiški ulici 5. Ker jima je bilo namenjeno precej več prostora, sta si lahko uredili tudi več čitalniških mest, v knjižnici za arheologijo pa so omogočili prosti dostop do celotnega gradiva. Ob ustanovitvi Oddelka za prevajalstvo leta 1997 je v najetih prostorih na Borštnikovem trgu nastala tudi nova knjižnica, ki pa se je ob selitvi oddelka v stavbo Filozofske fakultete v marcu 2006 združila s knjižnico za anglistiko in germanistiko.
V študijskem letu 1983/1984 so na fakulteti načrtovali skupno veliko čitalnico s priročno zbirko in centralnim katalogom in zanjo predvideli prostore v petem nadstropju, vendar je bila ideja delno uresničena šele v študijskem letu 1993/1994 v kleti Filozofske fakulete, kjer je bila predavalnica spremenjena v čitalnico, a brez referenčne zbirke.
Ker so zbirke posameznih knjižnic sčasoma presegle dovoljene standarde, so od sredine osemdesetih let dalje prostorsko stisko začeli reševati s postavitvijo lesenih omar za gradivo na fakultetnih hodnikih. Dodatni problem je nastopil leta 2007, ko je bilo zaradi namestitve vodov za prezračevanje in klimatsko napravo potrebno odstraniti zgornje dele omar na hodnikih. Takrat je bilo 50.000 enot gradiva preseljeno v začasen knjižni depo na Karlovški ulici 19. Osemdeseta leta dvajsetega stoletja je knjižnice Filozofske fakultete zaznamoval tudi prehod na računalniško obdelavo gradiva. Najprej so uporabljale različne programe, od leta 1993 dalje pa so vse prešle na katalogizacijo s programsko opremo COBISS, se aktivno vključile v slovenski vzajemni knjižnični sistem in postopoma prešle tudi na osamodejeno izposojo gradiva. Danes je v okviru lokalnega kataloga OHK v COBIB.SI že čez 340.000 zapisov, ki jih je mogoče priklicati s kateregakoli računalnika, povezanega v svetovni splet.
V devetdesetih letih od ustanovitve Filozofske fakultete so se iz priročnih knjižnic v kabinetih profesorjev razvile velike specializirane strokovne knjižnice. Številne med njimi danes pokrivajo svoja področja bolje kot katerakoli druga knjižnica v Sloveniji, dve pa sta s svojim gradivom v našem prostoru celo unikatni – knjižnica Oddelka za klasično filologijo in knjižnica Oddelka za azijske in afriške študije. Skupni knjižnični fond vseh knjižnic, ki sestavljajo OHK FF, šteje danes že čez 750.000 enot gradiva, v povprečju beležijo letno skupaj ok. 200.000 obiskov in ok. 300.000 izposoj.
Temeljno poslanstvo knjižnic Filozofske fakultete je podpora pedagoškemu in raziskovalnemu delu na fakulteti, so pa odprte tudi za vse druge obiskovalce, preko medknjižnične izposoje pa s svojim gradivom aktivno sodelujejo tudi z mrežo slovenskih knjižnic.

## Oddelčne knjižnice

### Knjižnica za anglistiko, germanistiko in prevajalstvo
Oddelek za germanske jezike in književnost se je vsa povojna leta zavedal pomena dobro urejene knjižnice in si prizadeval nadoknaditi dela, zgorela v požaru Narodne in univerzitetne knjižnice med drugo svetovno vojno, ter zgraditi kar se da dobro knjižnico tako za potrebe rednega študijskega procesa kot tudi za raziskovalno delo. Knjižni fond oddelčne knjižnice je leta 1988 obsegal 44.000 enot, knjižnica redno prejema 160 naslovov tekoče periodike. Letni obisk v knjižnici znaša okrog 10.000 uporabnikov, med katerimi so poleg fakultetnih učiteljev in študentov pogostni tudi prevajalci in drugi kulturni delavci; letna izposoja se giblje okrog 25.000 enot. Decembra 1998 je knjižnični fond obsegal 56.253 enot.
Knjižnica za anglistiko, germanistiko in prevajalstvo danes povezuje kar štiri oddelke; Oddelek za germanistiko z nederlandistiko in skandinavistiko, Oddelek za anglisitko in amerikanistiko in Oddelek za prevajalstvo.
Večja darila je knjižnica dobivala od naslednjih ustanov: od Fordove ustanove, Ameriškega informativnega centra, Britanskega Sveta, Goethe-Instituta iz Muenchna, Deutsche Forschungsgemeinschaft iz Bonna, Avstrijskega kulturnega centra, Švedskega instituta iz Stockholma in univerze Karl-Marx-Universitaet iz Leipziga, v novejšem času pa tudi od Avstralske in od Kanadske ambasade. Stalno zamenjavo publikacij, zlasti tekoče periodike, ima knjižnica z okrog 60 ustanovami.
V knjižnici so stalno zaposlene štiri knjižničarke z univerzitetno izobrazbo germanističe oz. anglitične usmeritve in dodatnimi bibliotekarskimi izpiti in tečaji. S svojimi visokimi kvalifikacijami in osebno sposobnostjo ter pripravljenostjo pomagati tako študentom kot osebju pri raziskovalnem delu vse knjižničarke oddelka bistveno prispevajo k uspešnemu delovanju oddelka, še zlasti vsem študentom pri izdelavi diplomskih in seminarskih nalog ter drugim uporabnikom knjižnice, ki potrebujejo strokovno svetovanje. Od leta 1961 do leta 1989 je knjižnico vodila višja bibliotekarka Katarina Bogataj Gradišnik, leta 1989 pa je vodstvo knjižnice prevzela višja bibliotekarka Angelika Hribar.

### Knjižnica Oddelka za arheologijo
Knjižnica Oddelka za arheologijo se nahaja na Zavetiški ulici 5 v Ljubljani. Obsega približno 27.000 enot knjižničnega gradiva in pokriva področja arheoloških teorij, metodologije in zgodovine, arheoloških obdobij od paleolitika do arheologije mlajših obdobij ter antične umetnosti in zgodovine, epigrafike in numizmatike. Posebnost knjižnice je ta, da si gradiva ni mogoče izposoditi, ampak je dostopno le v čitalnici. Knjižnično gradivo je možno iskati preko COBISSa ali klasičnega listkovnega kataloga.
Knjižnica je bila ustanovljena leta 1923. Začetni fond so predstavljale odkupljene knjige zagrebškega arheologa Luke Jelića. Svojo zasebno zbirko pa je knjižnici podaril tudi prvi upravnik knjižnice Vojeslav Mole.Do leta 1941 je bila knjižnica v poslopjih univerze, nato pa se je preselila v pritlične prostore NUKa. Po 2. svetovni vojni se je v knjižnici uvedla inventarna knjiga ter mednarodna izmenjava knjig. To je postal glavni vir nove literature. Leta 1949 se je knjižnica preselila na realko, leta 1961 pa v nove prostore Filozofske fakultete. Takrat je knjižnica imela že 3700 enot knjižničnega gradiva.
Do leta 1971 so knjižnico vodili profesorji, asistenti in študentje prostovoljci, nato pa so za knjižnico zaposlili prvega bibliotekarja, ki jo je na novo preuredil. 
Proti koncu 80-ih let so začeli gradivo urejati z računalniškim programom Steve, leta 1999 pa so ta program zamenjali s COBISSom.

### Knjižnica Oddelka za azijske študije
Knjižnica je podpira pedagoško in znanstveno-raziskovalno delo Oddelka za azijske študije. Pokriva področja japonologije, sinologije in koreanistike, v manjšem obsegu pa tudi druga področja Azije in Afrike. Gradivo je večinoma v originalnih jezikih, nekaj tudi v angleščini in drugih evropskih jezikih.
Spletne strani:
Oddelčna: http://as.ff.uni-lj.si/knjiznica/knjiznica Arhivirano 2018-05-11 na Wayback Machine.
OHK: http://www.ff.uni-lj.si/OHK/OHK/Oddelcne_knjiznice/Azijske_studije Arhivirano 2018-05-11 na Wayback Machine.

### Knjižnica Oddelka za bibliotekarstvo, informacijsko znanost in knjigarstvo

#### Osnovni podatki
Knjižnica Oddelka za bibliotekarstvo, informacijsko znanost in knjigarstvo je nastala 1. februarja 1996, knjižnična zbirka pa je začela nastajati že leta 1991. Od takrat je v knjižnici zaposlena Hedvika Pavlica Kolman. 
Knjižnica se nahaja v 5. nadstropju Filozofske fakultete, v sobi 530. Delavni čas poteka z izjemo srede od ponedeljka do petka med 10. in 14. uro, v sredo pa med 10. in 12. ter 15. in 17. uro.

#### Gradivo
Do pomladi 2009 je imela knjižnica okrog 7200 enot knjižničnega gradiva, katero zajema specializirano literaturo o bibliotekarstvu, posebno zbirko za knjigarstvo in založništvo, referenčno zbirko, nekaj faksimil in neknjižnega gradiva. Knjižnični fond je v juniju 2011 obsegal 8431 inventariziranih enot.  
Knjižno gradivo je dostopno v prostem pristopu in je razvrščeno po UDK sistemu. Knjižnica gradiva oblikuje v zbirke znotraj knjižnice in tako so nastale zbirke monografij, periodike, založniške literature, priročna knjižnica, posebna gradiva, pa tudi digitalna knjižnica. Knjižnica je aktivna članica KISS-a (Komunikacijsko-informacijskega sistema ŠOU-a v Ljubljani) in polnopravna članica sistema COBISS. Vse gradivo je obdelano v sistemu COBISS z osamodejeno izposojo.

#### Storitve
Knjižnica ima prost pristop do gradiva. Na voljo sta izposoja na dom ali v čitalnico, omogočena pa je tudi medknjižnična izposoja doma in v tujini. V samem prostoru knjižnice je v čitalnici na voljo 6 sedežev, v elektronski čitalnici pa 5 računalnikov.

#### Izposoja
Izposoja poteka tako, da obiskovalec ob obisku knjižnice predloži indeks, študentsko izkaznico ali izkaznico OHK, ob izposoji pa dobi seznam izposojenega gradiva z roki za vračilo. Monografska dela si je možno izposoditi za 1 mesec, učbenike za 14 dni, določene revije in dvojnice diplomskih del pa za 7 dni. Če želi uporabnik uporabiti računalnik v elektronski učilnici, mora za čas, ko uporablja računalnik, pri knjižničarki pustiti indeks, študentsko izkaznico ali knjižnično izkaznico.

### Knjižnica Oddelka za etnologijo in kulturno antropologijo
Knjižnica Oddelka za etnologijo in kulturno antropologijo deluje skupaj z Oddelkom od leta 1945. Leta 1992 se je z Oddelkom preselila na Zavetniško 5, ki je nasproti Gimnazije Vič.  
Pokriva področja etnologije, socialne in kulturne antropologije ter folkloristike. Hrani slovensko etnološko in antropološko literaturo tudi tuja temeljna dela za področje Balkana, Evrope in neevropskih dežel.
Dokumentacija in etnološki informacijski laboratorij
Obsega pisne, vizualne in zvočne oblike gradiva, ki je bilo zbrano med terenskim raziskovalnim delom v Sloveniji, evropskih državah, Afriki, Južni Ameriki.
Spletne strani: 
Oddelčni: http://etnologija.etnoinfolab.org/sl/informacija.asp?id_meta_type=74 Arhivirano 2018-03-22 na Wayback Machine., 
                http://etnologija.etnoinfolab.org/sl/informacija.asp?id_meta_type=75 Arhivirano 2018-03-24 na Wayback Machine.
OHK: http://www.ff.uni-lj.si/OHK/OHK/Oddelcne_knjiznice/Etnologija_kulturna_antropologija Arhivirano 2017-10-27 na Wayback Machine.

### Knjižnica Oddelka za filozofijo
Filozofska stroka je dobila knjižnico že ob samem nastanku univerze v Ljubljani leta 1919. Za to je še posebej zaslužen prof. Veber, ki je odkupil zasebno knjižnico svojega učitelja prof. Meinonga. Ta knjižnica je postala simbol filozofskega seminarja. Danes je shranjena v posebnih omarah, kot arhivsko gradivo. Dostop do te zbirke pa je omejen. Prostori knjižnice so bili najprej v stavbi današnjega univerzitetnega poslopja. S selitvijo seminarja je bila prestavljena v stavbo NUK-a, leta 1961 pa je bila spet prenesena v prostore Aškarčeve 2. Današnje prostore je dobila leta 1997.
Knjižnica zbira in posreduje gradivo s področij filozofije in humanistike.
Spletna stran: 
Oddelčna: http://oddelki.ff.uni-lj.si/filo/ Arhivirano 2018-04-26 na Wayback Machine.
OHK: http://www.ff.uni-lj.si/OHK/OHK/Oddelcne_knjiznice/Filozofija Arhivirano 2018-06-01 na Wayback Machine.

### Knjižnica Oddelka za geografijo
V sklopu tedaj ustanovljenega Geografskega inštituta je bila ustanovljena leta 1919, z Osrednjo humanistično knjižnico pa je povezana od leta 1996. V sedanjih prostorih se knjižnica nahaja od leta 1960. 
Danes je knjižnica ena izmed največjih na Filozofski fakulteti in je tudi osrednja geografijska knjižnice v Sloveniji. Ima okoli 100.000 enot knjižničnega gradiva ter tudi bogato kartografsko zbirko. Hranijo domača in tuja dela s področja geografije in sorodnih ved. Letni prirast gradiva je od 1000 do 1500 enot. Gradivo pridobivajo z nakupi, zamenjavo in darovi. V knjižnico večina zahajajo študentje in profesorji iz oddelka za geografijo. Vodja knjižnice je višja bibliotekarka specialistka Janja Turk. Ostale zaposlene bibliotekarke so še Ida Knez-Račič, Lucija Miklič-Cvek ter Martina Frelih.
Knjižnica je od leta 1993 aktivni član slovenskega vzajemnega bibliografskega sistema COBISS.

### Knjižnica Oddelka za klasično filologijo
Knjižnica Oddelka za klasično filologijo je edina za področje klasične filologije v Sloveniji. Med drugo svetovno vojno je pogorela, ko se je na tedaj novo stavbo NUK zrušilo letalo. 
Knjižnični fond danes šteje čez 15.600 knjižničnih enot. Pomemben del fonda so darila in zapuščine. Odkupljena je bila namreč Sovretova strokovna knjižnica. Prav tako je k tako velikemu fondu pripomoglo darilo Muhrove strokovne knjižnice in pa darilna pošiljka periodičnih publikacij in separatnih odtisov, ki jih je Juliette Ernst iz Pariza (urednica L'année philologique ) vsako leto pošiljala oddelku. Pomembno pa je pripomogla tudi zamenjava fakultetnih publikacij. Zamenjale so jih 24 periodične publikacije in druge publikacije evropskih in zunaj evropskih univerz.
V letih 1990-95 so kot knjižničarji delovali Breda Čop, Marko Marinčič, Branko Senegačnik in Renata Hrovatič. Pavel Češarek je knjižnico vodil od leta 1996 do leta 2007, od leta 2007 do leta 2017 Zala Rott Dali, od leta 2017 dalje pa knjižnico vodi Živa Borak.

### Knjižnica Oddelka za muzikologijo
Knjižnica je bila ustanovljena skupaj z Oddelkom za muzikologijo leta 1961 in postala osrednja strokovna knjižnica za muzikologijo. Nahaja se v osrednji stavbi Filozofske fakultete na Aškerčevi ulici 2, v sobi 534. Knjižnica obsega približno 15.000 knjižničnih enot. Podatke hrani na različnih medijih, kot so knjige, avdio gradiva, video gradiva. Knjižnica hrani tudi periodične publikacije iz področja glasbe, glasbene tiske…
Pomemben del knjižničnega gradiva predstavljajo od dedičev odkupljena dela Dragotina Cvetka, ki je bil tudi ustanovitelj in dolgoletni predstojnik Oddelka za muzikologijo. Zbirka vsebuje veliko redkih in pomembnih del iz področja muzikologije. Nekatera dela pa nosijo celo posvetila pomembnih svetovnih strokovnjakov iz tega področja. Knjižnica vsebuje tudi zasebno zbirko Bruna Nettla, ki jo je podaril knjižnici.
Knjižnično gradivo je razdeljeno v dve enoti. Gradivo iz prve enote je dostopno vsem članom knjižnice. Vsebuje pa predvsem leksikone in enciklopedije ter druge priročnike iz področja glasbe. V drugo enoto pa spadajo ostale knjige, periodika, notno gradivo, zvočno gradivo, univerzitetne naloge… To gradivo ni v prostem pristopu. Član poišče gradivo v katalogu, bibliotekar pa mu ga dostavi v čitalnico. Starejša gradiva je možno poiskati le po abecednem imenskem in stvarnem katalogu, za novejša gradiva pa se uporablja katalog COBISS. Večino gradiva si je mogoče izposoditi tudi na dom. Ni pa si mogoče izposoditi gradiva iz priročne knjižnice, periodike, zvočnega in video gradiva, univerzitetnih nalog ter rokopisnega, redkega in dragocenega gradiva.

### Knjižnica Oddelka za pedagogiko in andragogiko
Predavanja iz pedagogike so se na Univerzi v Ljubljani začela leta 1920. Karel Ozvald je bil imenovan za prvega profesorja pedagogike. Ob koncu sedemdesetih let se je program študija pedagogike bolj približal praksi, saj se je razcepil v tri smeri – šolsko pedagogiko, domsko pedagogiko in andragogiko.V osemdesetih letih se je na Oddelku za pedagogiko začelo intenzivneje razmišljati o samostojnem študiju andragogike. Leta 1996 je Oddelek za pedagogiko preimenovan v Oddelek za pedagogiko in andragogiko Oddelkom za andragogiko in pedagogiko. Knjižnica nudi lokalni in listkovni katalog, katalog arhivskega gradiva in pa diplomske, magistrske in specialistične naloge oddelka za pedagogiko in andragogiko. Diplomskih, magistrskih in specialističnih nalog ne izposojajo na dom, nudijo vpogled v knjižnici.
Knjižnica je odprta od ponedeljka do petka med 10. in 14.h, v sredo pa tudi med 15. in 17.h. V spletni čitalnici je dostopno mnogo revij, na katere so naročeni(Journal of counseling
and development, Sociology of education, Studies in the education
of adults...).V knjižnici sta zaposleni knjižničarki Tanja Šulak (bibliotekarka in profesorica pedagogike) in Urša Černič (diplomirana pedagoginja in etnologinja).

### Knjižnica Oddelka za primerjalno in splošno jezikoslovje
Knjižnico so sprva vodili kar učitelji oddelka. Leta 1944 je letalo strmoglavilo na NUK, kjer je bil tedaj tudi sedež Seminarja za primerjalno jezikoslovje. V požaru so zgorele skoraj vse knjige Seminarja, nekatere se niso nikoli dale nadomestiti. Veliko časa je knjižnici posvetil, v obdobju, ko je bil asistent, Silvin Kolšak. Od leta 1985 ima knjižnica tudi svoje knjižničarke. Od leta 1985 do 1991 je knjižnico vodila Marina Zorman, od leta 1991 naprej pa jo vodi Ana Juvančič Mehle. 
Knjižnični fond obsega 16.215 izvodov. Knjižnica prejema 8 rednih naslovov periodike. Med knjižničnim gradivom je veliko darov. Večino naslovov ima samo v enem izvodu, saj so knjige s tega področja zelo drage, študentov, profesorjev in znanstvenikov, ki obiskujejo to knjižnico, pa je sorazmerno malo. Vsebinsko knjižnica hrani in izposoja predvsem osnovno obvezno literaturo za študente Oddelka za primerjalno in splošno jezikoslovje in znanstvena dela s področja indoevropskega primerjalnega jezikoslovja, splošnega jezikoslovja, stare orientalistike oziroma hetitologije.

### Knjižnica Oddelka za primerjalno književnost in literarno teorijo
Knjižnica se nahaja v osrednji stavbi Filozofske fakultete v drugem nadstropju, na Aškerčevi ulici 2 v Ljubljani. Je osrednja slovenska strokovna knjižnica za literarno vedo.  
Knjižnica je bila ustanovljena leta 1927 skupaj z Oddelkom za primerjalno književnost in literarno teorijo. Leta 1937 zaposlijo profesorja Antona Ocvirka, ki je pripomore veliko k razvoju oddelka. 1963 mesto izrednega profesorja prevzame Dušan Pirjevec, ki pritegne veliko poslušalcev. Gradivo, ki ga knjižnica hrani, je iz področja primerjalne književnosti, literarne teorije ter posameznih nacionalnih književnosti in drugih področij, ki se navezujejo na snovi oddelka. Knjižnica hrani tudi diplomske naloge, ki so bile izdane na oddelku, za potrebe študentov pa so v knjižnici shranjena tudi izpitna gradiva. Knjižnica se nahaja na Filozofski fakulteti v sobi 422, od leta 2001 jo vodi Seta Knop. Knjižnica je odprta vsak dan med 9. in 13. uro, v sredo pa od 11. in 17. uro.

### Knjižnica in INDOK služba Oddelka za psihologijo
Knjižnica Oddelka za psihologijo je bila ustanovljena leta 1951. 
Knjižnična zbirka obsega teoretična (metodologija, razvojna psihologija, obča psihologija, psihologija osebnosti, socialna psihologija) in uporabna psihološka področja (pedagoška psihologija, klinična psihologija, psihologija dela, športna psihologija itd.). Knjižnica oziroma INDOK služba izvaja informacijsko svetovanje in izobraževanje študentov ter raziskovalcev za uporabo informacijskih virov.
Spletna stran: 
Oddelčna: http://psy.ff.uni-lj.si/slo/Knjižnica_in_INDOK
OHK: http://www.ff.uni-lj.si/OHK/OHK/Oddelcne_knjiznice/Psihologija Arhivirano 2018-04-11 na Wayback Machine.

### Knjižnica oddelka za romanske jezike za književnost
Knjižnica je bila ustanovljena že leta 1919 v okviru Oddelka za romanske jezike in književnosti.
S svojim leposlovnim, strokovnim in znanstvenim fondom (sinhrono in diahrono jezikoslovje, literarna zgodovina in teorija, didaktika tujih jezikov) ter informatizacijsko podprtimi uslugami je na razpolago pedagoškemu procesu in znanstvenemu delu treh študijskih smeri (Francistiki, Italijanistiki in Hispanistiki), obenem pa nudi širok spekter literature v romunskem, portugalskem, katalonskem, furlanskem in ladinskem jeziku.
Spletna stran: 
http://www.ff.uni-lj.si/OHK/OHK/Oddelcne_knjiznice/Romanski_jeziki_knjizevnosti Arhivirano 2017-10-27 na Wayback Machine.
http://romanistika.ff.uni-lj.si/knjiznica/knjiznica Arhivirano 2018-04-30 na Wayback Machine.

### Knjižnica Oddelka za slovenistiko in oddelka za slavistiko
Nastanek knjižnice Oddelka za slovenistiko in Oddelka za slavistiko oziroma knjižnice  takratnega Seminarja za slovansko filologijo je tesno povezan z ustanovitvijo ljubljanske univerze leta 1919. Nakup knjižnice graškega profesorja slovanske filologije Gregorja Kreka in občasni darovi raznih profesorjev (Pleteršnik, Nahtigal, Ramovš, Kidrič idr.) ter volila (Slovenska matica, ljubljanski župan Ivan Hribar idr.) so omogočili delo seminarja in s tem tudi oddelčne knjižnice. Prve knjige je katalogiziral Avgust Pirjevec, ki je kasneje deloval v državni licejski knjižnici, za njim je bil za knjižničarja imenovan študent slavistike Rudolf Kolarič, po letu 1929 pa je njegovo delo nadaljeval asistent Zvonko A. Bizjak. Po drugi svetovni vojni je v njej delala cela vrsta mladih asistentov na Oddelku za slovanske jezike in književnosti. Leta 1954 je dobila svojo prvo bibliotekarko, Irmo Maričič (Ožbolt). Za njo je knjižnico do konca leta 1996 uspešno vodil viš. bibl. specialist Marko Kranjec. Danes je knjižnici zaposlenih pet bibliotekark z ustrezno strokovno izobrazbo.  
Knjižnica naroča, obdeluje in hrani gradivo s področja zahodno- (poljščina, češčina, slovaščina, lužiška srbščina), vzhodno- (ruščina, ukrajinščina, beloruščina) in južnoslovanskih (slovenščina, hrvaščina, srbščina, bolgarščina) jezikov in književnosti. Vsebuje tudi večje število publikacij s področij, ki so interdisciplinarno povezana s slovenistiko in slavistiko. Redko in dragoceno gradivo, enciklopedije, slovarje in periodiko uporabniki lahko pregledujejo le v prostorih knjižnice ali skupni čitalnici (klet 015), enako velja tudi za posebno gradivo (diplomske naloge, magisterije in doktorate). Fotokopiranje slednjih, zaradi varovanja avtorskih pravic, ni dovoljeno.

### Knjižnica Oddelka za sociologijo
Knjižnica Oddelka za sociologijo skupaj z oddelkom deluje od leta 1960.
Njena knjižnična zbirka obsega gradivo s področja humanistike in družboslovja s poudarkom na sociološki literaturi.
Spletna stran: 
http://www.ff.uni-lj.si/OHK/OHK/Oddelcne_knjiznice/Sociologija Arhivirano 2018-06-01 na Wayback Machine.
http://www.sociologija.si/knjiznica/ Arhivirano 2019-07-12 na Wayback Machine.

### Knjižnica Oddelka za umetnostno zgodovino

#### Osnovni podatki
Nastanek knjižnice sega v leto 1920, povezana je z nastankom seminarja za umetnostno zgodovino na Filozofski fakulteti. Veliko zaslugo za nastanek knjižnice ima ustanovitelj in prvi profesor Izidor Cankar. Postavil je temelj seminarske knjižnice, in sicer odkupil je zasebno zbirko Avgusta Stegenška iz Maribora. Izidor Cankar pa je zaslužen tudi, da poznamo zgodovino knjižnice, že leta 1922 je začel zapisovati seminarsko kroniko, kjer lahko preberemo vse o nastanku in razvoju. Z delovanjem knjižnice pa so bili povezani tudi Anton Vodnik, Stanko Vurnik, Gustav Ogrin, Jože Gregorčič, Emilijan Cevc in Ivan Komelj. V svoji zgodovini se je večkrat selila. Prve prostore je imela v prostorih učiteljišča v Ljubljani, po zadnji prostorski reorganizaciji leta 1993 se je preselila v današnje prostore na FF. 
Med študijskim letom je knjižnica odprta od ponedeljka do četrtka od 9h-18h, v petek pa od 9h-14h. Knjižnični red je obešen na vidnem mestu v knjižnici.

#### Gradivo
Knjižnica Oddelka za umetnostno zgodovino je osrednja slovenska knjižnica za umetnostno zgodovino, skrbi pa tudi za bibliografijo raziskovalcev za potrebe Javne agencije za raziskovalno dejavnost RS. Hrani približno 30.000 enot gradiva in prejema 67 naslovov tujih in domačih revij. Ima 1026 rednih članov. Leta 1995 so začeli z računalniško obdelavo gradiva, leta 1996/1997 pa so se tudi aktivno vključili v sistem COBISS/OPAC. V knjižnici so zaposlene tri osebe, vodi jo Franc Saša Šumi.
Postavljena je po vzoru knjižnic s podobnim fondom v tujini in zaradi redkosti in dragocenosti gradiva deluje kot čitalnica. Pristop do gradiva je prost. Na voljo je 20 študijskih mest za obiskovalce, ki se identificirajo z izkaznicami Osrednje humanistične knjižnice FF, indeksi ali osebnimi izkaznicami.

#### Storitve
Izposoja knjig je omejena na tri enote in je možna samo ob petkih od 12h dalje. Izposojene knjige je potrebno vrniti v ponedeljek do 12. ure. Zamudnina znaša 5,40€ kos/dan. Na dom si ni mogoče izposoditi leksike, priročnikov, periodike, separatov, redkih knjig ter gradiva, ki je v slabem fizičnem stanju.
Uporabniki si lahko rezervirajo gradivo, ki ga potrebujejo za študij v knjižnici, in sicer štiri enote za pet delovnih dni.
Med tednom je dovoljena enourna izposoja gradiva za fotokopiranje in skeniranje. 

### Knjižnica Oddelka za zgodovino
Knjižnica Oddelka za zgodovino  je bila skupaj z oddelkom ustanovljena leta 1920.  
Zbira gradivo s področja slovenske zgodovine, zgodovine jugovzhodne Evrope in svetovne zgodovine, poudarek pa je na gradivu za zgodovino obmejnih sosed Italije, Avstrije in držav bivše Jugoslavije.
Hrani in ureja tudi knjižnico Zveze zgodovinskih društev Slovenije.
Spletna stran:
http://www.ff.uni-lj.si/OHK/OHK/Oddelcne_knjiznice/Zgodovina Arhivirano 2018-02-26 na Wayback Machine.
http://zgodovina.ff.uni-lj.si/knjiznica/knjiznica Arhivirano 2018-04-16 na Wayback Machine.